# Ribera de la Corriente
Ribera de la Corriente är en ort i Mexiko.   Den ligger i kommunen Palizada och delstaten Campeche, i den sydöstra delen av landet, 800 km öster om huvudstaden Mexico City. Ribera de la Corriente ligger 2 meter över havet och antalet invånare är 205.
Terrängen runt Ribera de la Corriente är mycket platt. Runt Ribera de la Corriente är det mycket glesbefolkat, med 3 invånare per kvadratkilometer. Närmaste större samhälle är Palizada, 6,4 km väster om Ribera de la Corriente. Omgivningarna runt Ribera de la Corriente är en mosaik av jordbruksmark och naturlig växtlighet.